# 唐道袭
唐道袭（9世纪—913年8月21日），《新五代史》作唐袭，中国五代十国时期政权前蜀将官，前蜀开国皇帝王建近臣，在王建统治期间有大权，使得他与王建子皇太子王元膺陷入冲突。永平三年（913年），他和王元膺都怀疑对方要兵变，彼此的军队在前蜀都城成都交战，他被王元膺击败阵亡。

## 唐朝年间
唐道袭生年不详，阆州人。其父唐峯是一名小商贩。他何时成为王建部下不详，最初是王建的舞童，眉目美丽，又佞巧，为王建所宠，后更因其参与谋划的能力而受到王建愈发信任。天复二年（902年），王建时任西川节度使，同时控制其他几个邻镇，唐道袭时任亲随马军都指挥使。王建怀疑将领、养子王宗涤，命唐道袭将其灌醉缢死。唐道袭后又为家乡阆州的防御使。

## 前蜀年间
天祐四年（907年）三月，唐朝末代皇帝唐哀帝被迫禅位大军阀宣武军节度使朱全忠，唐朝灭亡，后梁建立，朱全忠即其太祖皇帝。王建和一些其他地方军阀凤翔节度使李茂贞、河东节度使李克用、淮南节度使杨渥拒绝承认梁帝，王建和杨渥移檄诸道，呼吁天下反梁，但并未得其他地方军阀积极响应，王建遂决定自己称帝，于九月建立了前蜀政权。称帝后王建进行一系列人事任命，召回唐道袭，任为内枢密使。
唐道袭不久和王建最年长的养子王宗佶陷入冲突。王宗佶最初为王建宰相中书令，并意图基于自己先前的军功扩张权力。王宗佶为人骄恣，不顾唐道袭已身居枢密使高位，仍然总是直呼其名。唐道袭心里恨他，表面上对他仍然表现得友善谨慎。王宗佶因党羽众多，也被王建所恶，武成元年（908年）二月，王建以王宗佶为太师，罢相。王宗佶因而生怨，私养死士出入卧室，图谋作乱。王建长子王宗仁因残废被王建认为不宜为储，王建立国时封次子王宗懿为遂王，却没有立为皇太子，三月，王宗佶无礼上表王建称：“臣论官职是大臣，论亲是您的长子。国家事务和我休戚相关。现在，皇储未定，必生祸患。陛下如果相信王宗懿的才能足以继业，应该趁早立为太子，以臣为元帅统率六军。如果您认为时势艰难，王宗懿年尚幼，臣不敢辞让重事。现在陛下已经南面而坐，应该把军旅之事交托给臣。臣请求开元帅府，铸造六军印绶，让臣负责其行军命令。太子早晚视您用膳，臣率军保护您。这对您的万世基业很重要。请您裁决。”王建怒了，但起初没有公开表露不悦。他与唐道袭商议此事时，唐道袭为了让他进一步发怒，说：“王宗佶的威望足以慑服宫内外的人，足以统御诸将。”这使王建愈发疑心王宗佶了。此后不久，王宗佶在宫内见王建时，请封且言辞悖慢。王建斥责他，他也不退下。王建怒，命卫士扑杀之。王建赏识唐道袭的能力，命名唐道袭故乡为烈士乡。
六月，王建立王宗懿为皇太子。因王宗懿喜欢侮辱蜀旧臣，尤其屡次在朝堂上戏谑唐道袭的舞童出身，唐道袭和皇太子之间也生出敌意。两人互相弹劾，王建不想看到冲突愈演愈烈，于武成三年（910年）任唐道袭为山南西道节度使，加宰相衔同平章事。唐道袭推荐宣徽北院使郑顼继任内枢密使，但郑顼一受命，就调查唐道袭的兄弟们盗用内库金帛之事。唐道袭害怕，奏称郑顼褊急，不可大任，于是王建改以宣徽南院使潘炕代郑顼为内枢密使。
永平元年（911年）三月，李茂贞的岐国在蜀东境附近集结军队，王建怒，决意攻岐，任养子兼中书令王宗侃为北路行营都统，以唐道袭和养子兼侍中王宗祐、太子少师王宗贺为三招讨使。王建御大安楼，作诗相送。四月，岐军攻山南（即山南西道，已改名）军部兴元，被唐道袭击退。八月，李茂贞派将刘知俊和从子李继崇攻蜀，在青泥岭迎战王宗侃所统蜀军，败之。唐道袭逃归兴元，王宗侃、王宗贺奔安远军。刘知俊、李继崇围攻兴元和安远军，唐道袭的部下们建议他弃城。唐道袭说一旦弃兴元，则安远军和利州也将沦陷，愿誓死守城。王建闻青泥岭之败，派从子昌王王宗鐬为应援招讨使，养子定戎团练使王宗播为四招讨马步都指挥使，率军救安远军。援军屯于廉让之间，与唐道袭合击岐兵，大破之于明珠曲，次日又战于凫口，斩岐成州刺史李彦琛。十一月，援军反攻败岐军。王建也率援军亲临，岐军撤退，又被唐道袭预先伏兵斜谷再破之。
三年二月，唐道袭从山南罢官回朝，复为枢密使。已改名王元膺的王宗懿强烈反对，上疏弹劾其罪。王建不悦王元膺所为，但也罢唐道袭，改任为太子少保。
七月，王建计划七夕节（当年的8月11日）出游。七夕节前一天，王元膺召诸王和大臣宴饮，但王建养子集王王宗翰、唐道袭的继任内枢密使潘峭、翰林学士承旨毛文锡却没来。王元膺怒，称潘峭、毛文锡离间兄弟。王元膺亲信的大昌军使徐瑶、常谦屡屡目视唐道袭，唐道袭害怕，起身离席。
次日即七夕节一早，王元膺入见父皇，称潘峭、毛文锡离间兄弟。王建相信了，下令贬二人，以潘炕为内枢密使。但王元膺离宫后，唐道袭入内，反弹劾王元膺谋作乱，想召诸将、诸王囚禁之。王建生疑，取消七夕出游，并应唐道袭所请，召屯营兵护卫入宿卫，而没有召形式上由王元膺统领的六军。王元膺听闻屯营兵调动，也遣伶官安悉香、军使喻全殊调动自己的天武军甲士，捕潘峭、毛文锡，用楇几乎将他们打死，囚禁于东宫，又捕成都尹潘峤，囚之于得贤门。
次日（8月12日），徐瑶、常谦与怀胜军使严璘、左大昌军使王承燧等各自率本部兵奉王元膺之命攻唐道袭，至清风楼，唐道袭引屯营兵出来拒战于神武门，中流矢，意图撤退，屯营兵因而被太子军击溃，太子军追杀到城西，唐道袭坠马，被天武军将唐据率亲兵杀死，部下屯营兵也多被杀。朝廷禁军随后败王元膺军，王元膺逃匿，最终被杀，并被追贬为庶人，而唐道袭则被赠太师，谥忠壮，王建命立碑于阆州。
后主乾德年间，念及王建受唐朝之恩，改唐道袭私第为上清宫，将追认远祖王子晋画像于上清祖殿，命杜齯龟在殿堂四壁画唐二十一帝御容。

## 轶闻
之前相士看了唐道袭的祖坟后说：“子孙能官至公相，但怕你家承受不起这样的福，合为盗贼，不得善终。”当时唐峯已官至刺史，唐道袭也果然显贵却不得善终。一个夏天，大雨之日，唐道袭看到自己养的猫在屋檐水滴下的地方戏水，忽然雷电交加，猫化为龙飞走，有识者认为是不祥之兆，唐道袭后来果然遭祸而死。